# Impact (roman)
Pour les articles homonymes, voir Impact.
Impact (The Shot) est un roman policier historique de Philip Kerr, paru en anglais en 1999 et traduit en français en 2000 aux éditions du Masque. L'ouvrage a été réédité à plusieurs reprises.

## Résumé
L'action du roman commence en juillet 1960. Ancien Marine américain et vétéran de la guerre de Corée, Tom Jefferson gagne maintenant sa vie comme tueur à gages. Après avoir exécuté à Buenos Aires un ancien médecin nazi, pour le compte du Shin Beth israélien, Tom est contacté par un certain Ralston, qu'il a tôt fait d'identifier comme étant en réalité Johnny Rosselli, le second de Sam Giancana, parrain de la Mafia américaine. L'organisation criminelle, de concert avec la CIA, veut recourir à ses services afin d'éliminer Fidel Castro et l'envoie effectuer une mission de reconnaissance à La Havane pour étudier la « faisabilité » de l'opération. La pègre a également quelques comptes à régler avec John Kennedy, objet d'un chantage auquel semble mêlée Marilyn Monroe. 
Tom disparaît après le meurtre de Mary, sa femme. Pendant ce temps, l'assassinat de John F. Kennedy se prépare.

## Galerie

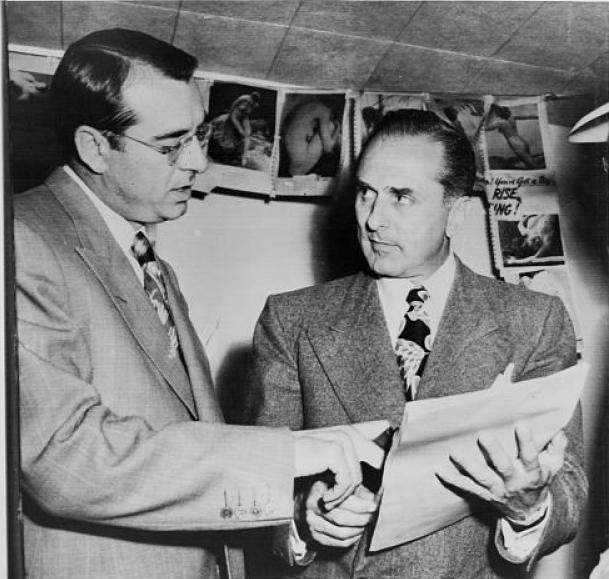
Johnny Rosselli (à droite) avec Frank Desimone, 1948
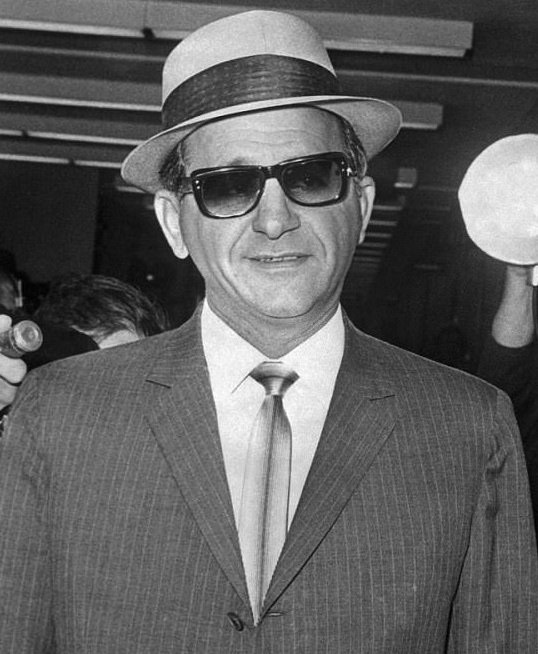
Sam Giancana
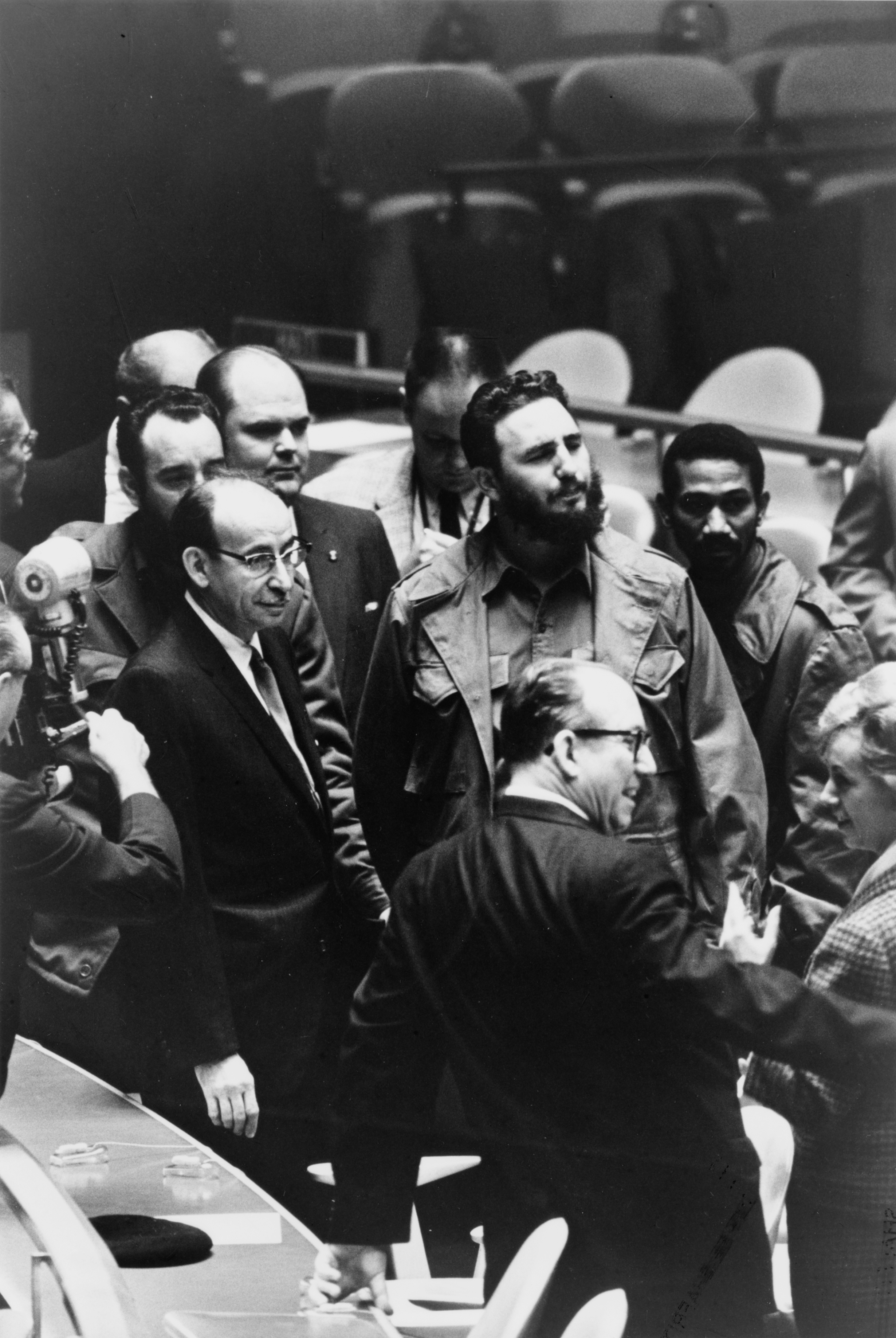
Fidel Castro à l'Assemblée générale des Nations unies, septembre 1960
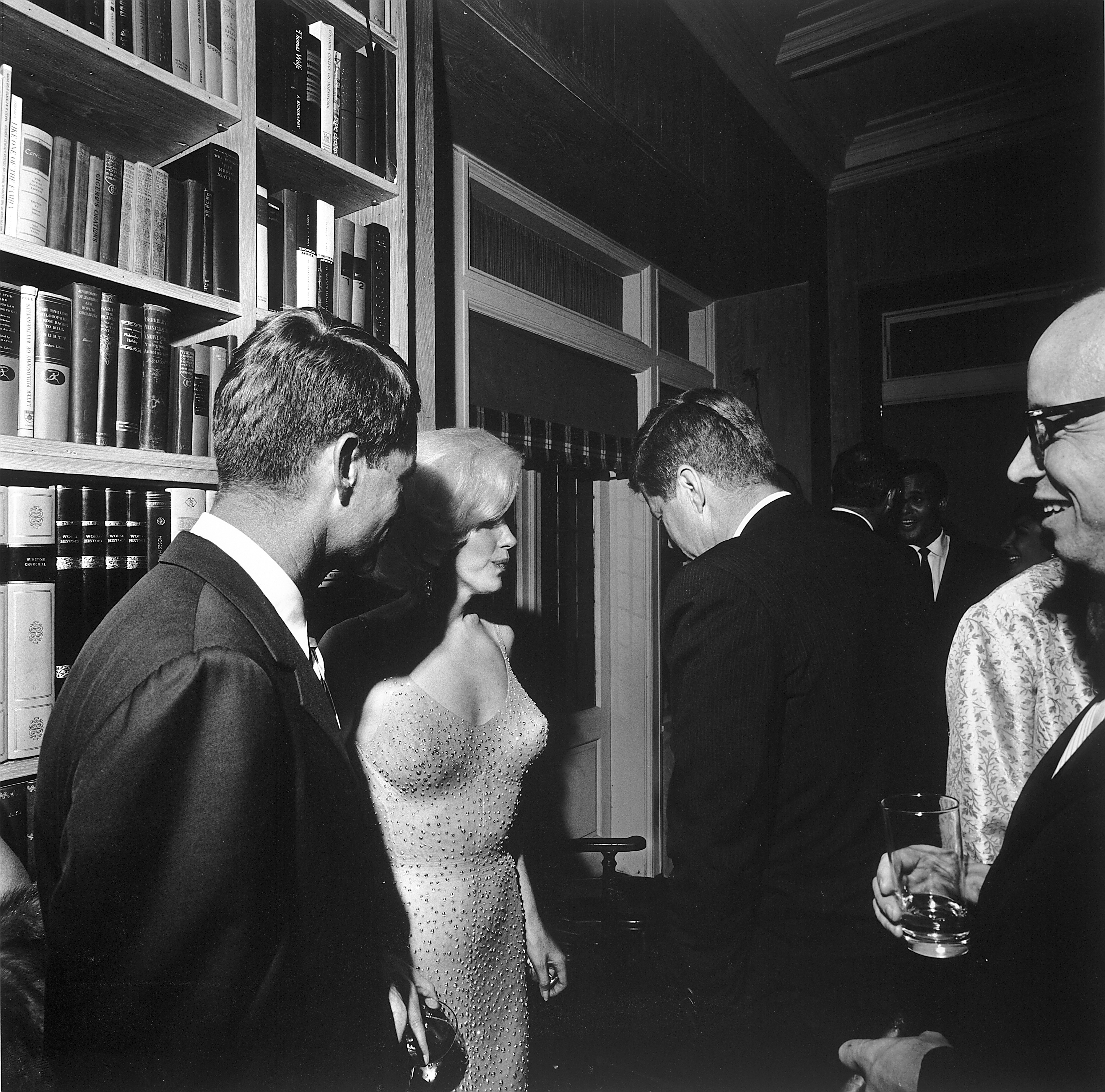
Robert Kennedy, Marilyn Monroe et John Fitzgerald Kennedy, 1962

## Éditions en français
- Impact, Masque, coll. « Grands Formats », 2000 ((en) The Shot, 1999), trad. Pascal Loubet  (ISBN 978-2702479292)Réédition, Le Livre de poche no 17205, 2001 ; réédition, Masque, coll. « Masque poche » no 32, 2013